# Elaver barroana
Elaver barroana är en spindelart som först beskrevs av Arthur M. Chickering 1937.  Elaver barroana ingår i släktet Elaver och familjen säckspindlar.
Artens utbredningsområde är Panama. Inga underarter finns listade i Catalogue of Life.